# 아래판
아래판(영어: hypoblast), 배아덩이아래판, 배반엽아래층, 배반엽하층, 하배엽, 또는 하모세포는 척추동물 발생 초기 주머니배에서 일시적으로 관찰되는 구조로, 두 층으로 이루어진 포유류의 두겹배아원반 혹은 파충류·조류의 배반엽에서 아래층을 가리킨다. 다른 말로 원시내배엽(영어: primitive endoderm), 일차내배엽(영어: primary endoderm), 내장내배엽(영어: visceral endoderm)이라고도 한다.
속세포덩이를 이루는 두 층 가운데 위판은 배아의 세 배엽 즉 외배엽·중배엽·내배엽으로 분화하는 반면, 아래판의 운명은 종마다 다르다. 어류의 아래판은 내배엽과 중배엽으로 발달하지만, 조류와 포유류의 아래판은 배아를 이루는 세포들로 직접 발달하지 않는다. 그 대신 아래판 세포들은 난황낭의 배아바깥내배엽(영어: extraembryonic endoderm) 등 다양한 배아바깥막을 만든다. 아래판에서 유래하는 구조의 다른 예는 노른자와 소화관 내배엽 사이를 잇는 줄기(stalk)이다.
조류와 포유류의 아래판은 또한 배아의 발생에 다양한 영향을 미친다. 예컨대 화학 신호를 분비하여 위판 세포들의 이동을 조절하며, 배아의 방향을 정하고 좌우대칭을 만드는 데에도 기여한다. 또한 아래판은 원시선조 형성을 억제하는데, 닭 배아의 아래판을 없애면 원시선조가 여러 개 만들어진다.

## 구조
아래판은 위판 밑에 작은 입방상피세포가 늘어선 꼴로 되어 있다.

## 양막류

### 조류
닭 배아는 노른자가 풍부하기 때문에, 노른자가 상대적으로 적은 동물극(영어: animal pole)에서 세포분열이 주로 이루어지는 부분난할(영어: meroblastic cleavage)이 진행된다. 동물극 세포들은 분열을 거듭하여 작아지다가 이윽고 노른자 부분과 분리되어 배반엽을 이룬다. 배반엽의 가운데 부분은 세포 층이 얇게 떨어져 나와 빛을 투과시키므로 투명영역(영어: area pellucida)이라고 부르고, 노른자에서 덜 분리된 둘레 부분은 불투명영역(영어: area opaca)이라고 부른다. 두 영역 사이 부분은 가장자리영역(영어: marginal zone)이라고 부른다.
투명영역을 이루는 얇은 세포 층이 바로 위판이 되는데, 여기에서 두 가지 방식으로 아래판이 만들어진다. 먼저 위판의 앞쪽에 있는 세포들은 배아 속으로 층분리(delamination)되는데, 아주 떨어져 나오는 것이 아니라 위판에 여전히 붙어 있는다. 이 세포들은 5-20개씩 무리 지어 ”아래판 섬(hypolast island)”으로 존재하다가 장차 이동하여 일차 아래판(영어: primary hypoblast)을 형성한다. 한편 투명영역의 뒤쪽 가장자리 부분은 두꺼워져서 콜러 낫(영어: Koller's sickle)이라는 구조를 만든다. 콜러 낫 아래에 놓인 세포들은 납작한 판 모양을 이루면서 앞쪽으로 자라 나와 일차 아래판과 결합하여 이차 아래판(영어: second hypoblast)을 형성한다.
낭배 형성을 통해 내배엽이 만들어지면서 아래판은 차츰 앞쪽으로 밀려난다. 낭배 형성 과정에서 세포들이 배아 속으로 이동할 때, 배아 깊숙한 곳으로 들어가는 일부 세포들은 중심선을 따라 아래판에 가닿으면서 아래판 세포를 양 가쪽으로 밀어낸다. 이들 내배엽 세포는 앞쪽으로 이동하여 끝내 아래판 세포를 밀어내고 그 자리를 차지한다. 밀려난 아래판 세포는 투명영역의 앞쪽 일부분에 모여 있게 된다.

### 포유류
포유류의 배아 발생 과정에서 속세포덩이를 이루는 세포들이 분화·분리되어 위판과 아래판(혹은 원시외배엽과 원시내배엽)이라는 두 층을 만든다.
속세포덩이 세포들이 분리되어 처음으로 만드는 두 층 가운데 포배강(영어: blastocoel)과 맞닿는 아래쪽 층이 바로 아래판 혹은 원시내배엽으로, 닭 배아의 아래판과 상동(homologous)이다. 아래판 세포들은 배아 극(embryonic pole)에서 멀어지는 방향으로 층분리(delamination)되어 포배강의 안쪽 표면을 덮는다. 한편 아래판과 극성영양막(영어: polar trophoblast) 사이에 놓인 나머지 속세포덩이 세포들은 이동하지 않고 남아서 위판을 이룬다.
포유류에서 닭 아래판에 해당하는 것은 앞쪽내장내배엽(영어: anterior visceral endoderm, AVE)이라고 하는 부분이다.

## 어류
어류의 낭배 형성 과정에서는 배반엽이 싸기운동(외적, 영어: epiboly)을 하면서 가장자리가 두꺼워진다. 두꺼워진 부분의 안쪽 층이 바로 아래판이다.

## 유전학
양서류에서 함입(영어: invagination)을 통해서 중배엽이 만들어지는 반면, 조류에서는 중배엽 세포들이 양 가쪽에서부터 안쪽으로 모여들어 와 배아의 중심선에 두텁게 쌓여 원시선조라는 구조를 이룸으로써 중배엽이 만들어진다. 조류의 원시선조는 불투명영역과 콜러 낫 사이에 놓인 띠 모양의 구역, 즉 뒤쪽 가장자리영역(영어: posterior marginal zone, PMZ)에서부터 만들어진다. 일차 아래판 세포들은 케르베로스(Cerberus) 단백을 분비하여 이 과정을 돕는다. 원시선조가 만들어지려면 노달(Nodal) 활성이 필요한데, 케르베로스가 노달 활성을 억제하기 때문에 처음에는 원시선조 형성이 억제된다. 일차 아래판 세포들이 PMZ에서 멀어짐에 따라 위판의 뒤쪽 부분에서 케르베로스 단백이 적어지므로 노달 활성이 증가하고 원시선조 형성이 가능해진다. 원시선조가 일단 만들어지고 나면 원시선조가 다시 노달을 억제하는 단백인 Lefty를 분비하므로, 원시선조가 추가적으로 생성되는 일이 방지된다. 포유류의 아래판도 비슷한 역할을 맡는데, 다만 케르베로스만 분비하는 조류와 달리 다른 노달 길항제도 함께 이용한다. 가장 널리 연구된 포유류 모델동물인 생쥐의 경우, 아래판에서 케르베로스뿐만 아니라 Lefty1이라는 또다른 물질도 분비된다.
케르베로스를 분비하는 아래판 세포들은 결국 밀려나서 나중에 배아의 앞쪽이 될 부분에 놓인다. 이곳에서 아래판 세포들은 주변 신경 세포들에 영향을 미쳐, 신경계의 뒤쪽 부분이 되지 않고 앞뇌로 올바로 발달하도록 돕는다.
아래판은 섬유모세포 성장 인자(FGF)를 분비하여 윈트(Wnt) 신호전달 경로를 활성화한다. Wnt 신호는 위판에서 평면 세포극성(영어: planar cell polarity, PCP) 경로를 활성화하는데, 이로써 원시선조를 형성하는 세포 이동을 조절하는 것으로 보인다. 실험적으로 아래판의 방향을 돌려 놓으면 원시선조의 방향도 따라서 돌아간다. 또한 위판 가장자리에서 FGF 신호를 활성화하면 Wnt 신호전달 역시 같은 자리에서 일어나, 마치 아래판이 그곳에 놓인 경우처럼 원시선조의 방향이 정해지게 된다.